# Troféu Internet de 2003
O Troféu Internet de 2003, que premiou os melhores artistas da televisão e da música brasileira do ano de 2002, foi apresentada durante a 43ª edição do Troféu Imprensa, transmitida pelo SBT nos dias 15 e 22 de junho de 2003.

## Vencedores
| Melhor Programa de TV                   | Melhor Programa de Auditório                  |
| --------------------------------------- | --------------------------------------------- |
| Show do Milhão                          | Show do Milhão                                |
| Melhor Programa de Entrevistas          | Melhor Programa Humorístico                   |
| Programa do Jô                          | Os Normais                                    |
| Melhor Programa Jornalístico            | Melhor Locutor Esportivo                      |
| Fantástico                              | Galvão Bueno                                  |
| Melhor Animador / Apresentador          | Melhor Animadora / Apresentadora              |
| Silvio Santos                           | Hebe Camargo                                  |
| Melhor Telejornal                       | Melhor Novela                                 |
| Jornal Nacional                         | O Beijo do Vampiro                            |
| Melhor Ator                             | Melhor Atriz                                  |
| Raul Cortez (como Genaro, de Esperança) | Ana Paula Arósio (como Camille, de Esperança) |
| Melhor Cantor                           | Melhor Cantora                                |
| Daniel                                  | Ivete Sangalo                                 |
| Melhor Conjunto Musical                 | Melhor Música                                 |
| Rouge                                   | "Ragatanga" - Rouge                           |
| Melhor Comercial                        |                                               |
| Havaianas                               |                                               |